# لئوناردو (لاک‌پشت‌های نینجا)
لئوناردو یا لئو (به انگلیسی: Leonardo) یک شخصیت داستانی و یکی از چهار شخصیت اصلی در سری داستان‌های کمیک لاک‌پشت‌های نینجا و تمام رسانه‌های مرتبط با آن است که به‌طور غیر مستقیم و قراردادی سرگروه آن‌ها قلمداد می‌شود. سلاح او کاتانا دوبل است و از نقاب و پوشش آبی استفاده می‌کند. او بسیار حرفه‌ای، عادل، شجاع و ماهر است و مورد اعتمادترین فرد در بیشتر نبردها به شمار می‌رود. نام او برگفته از هنرمند خلاق عصر رنسانس، لئوناردو داوینچی است.

## مهارت‌ها و ویژگی‌ها
رهبر این گروه است و به خوبی برادرانش را هدایت می‌کند. او مهارت زیادی در استفاده از شمشیر داشته و همچنین از توانایی بهبود صدمات (healing hands) نیز برخوردار است که این مهارت را از استاد اسپلینتر فرا گرفته است. او و رافائل رقیب یکدیگر در مبارزات و تمرینات محسوب می‌شوند اما در هر حال برای یکدیگر بسیار ارزش قائل‌اند. 
او با داناتلو رابطه صمیمانه‌ای دارد و به او بخاطر هوش بالایش افتخار می‌کند. از طرفی همیشه هوای کوچک‌ترین برادرش یعنی مایکل‌آنجلو را نیز دارد و نمی‌گذارد کسی به او آسیب بزند. او و داناتلو همیشه میان درگیری‌هایی که بیشتر اوقات بین دو برادرانشان رافائل و مایکل‌آنجلو پیش می‌آید، پیش‌قدم می‌شوند تا این دو نفر را از یکدیگر جدا کنند. 
او بسیار مسئولیت‌پذیر، منظم، فداکار، صبور، عادل، عاقل و باهوش است و اغلب اوقات مسئولیت شکست خوردن در مبارزات را به عهده می‌گیرد. در بسیاری از سری‌ فیلم‌ها و سریال‌های این مجموعه، او جان خود را برای نجات برادرانش به خطر انداخته‌ است.  
در سری 2003 علاقه‌ی کمی بین لئو و کارای بود ولی این علاقه در سری 2012 افزایش یافت و در نتیجه رابطه‌ی آنها خیلی صمیمی شد.